# Kaapse lijster
De Kaapse lijster (Turdus olivaceus) is een zangvogel uit de familie van de lijsters (Turdidae).

## Verspreiding en leefgebied
Deze soort telt vijf ondersoorteen:
- T. o. swynnertoni: oostelijk Zimbabwe en westelijk Mozambique.
- T. o. transvaalensis: noordoostelijk Zuid-Afrika.
- T. o. culminans: oostelijk Zuid-Afrika.
- T. o. olivaceus: zuidwestelijk Zuid-Afrika.
- T. o. pondoensis: zuidoostelijk Zuid-Afrika.